# Samuel Dambrowski
Samuel Dambrowski, znany także jako Dambrovius, Dąbrowski, Dąmbrowski, Dombrowski (ur. w 1577 w Pogorzeli, zm. 15 lipca 1625 w Wilnie) – polski duchowny ewangelicki, pisarz religijny.

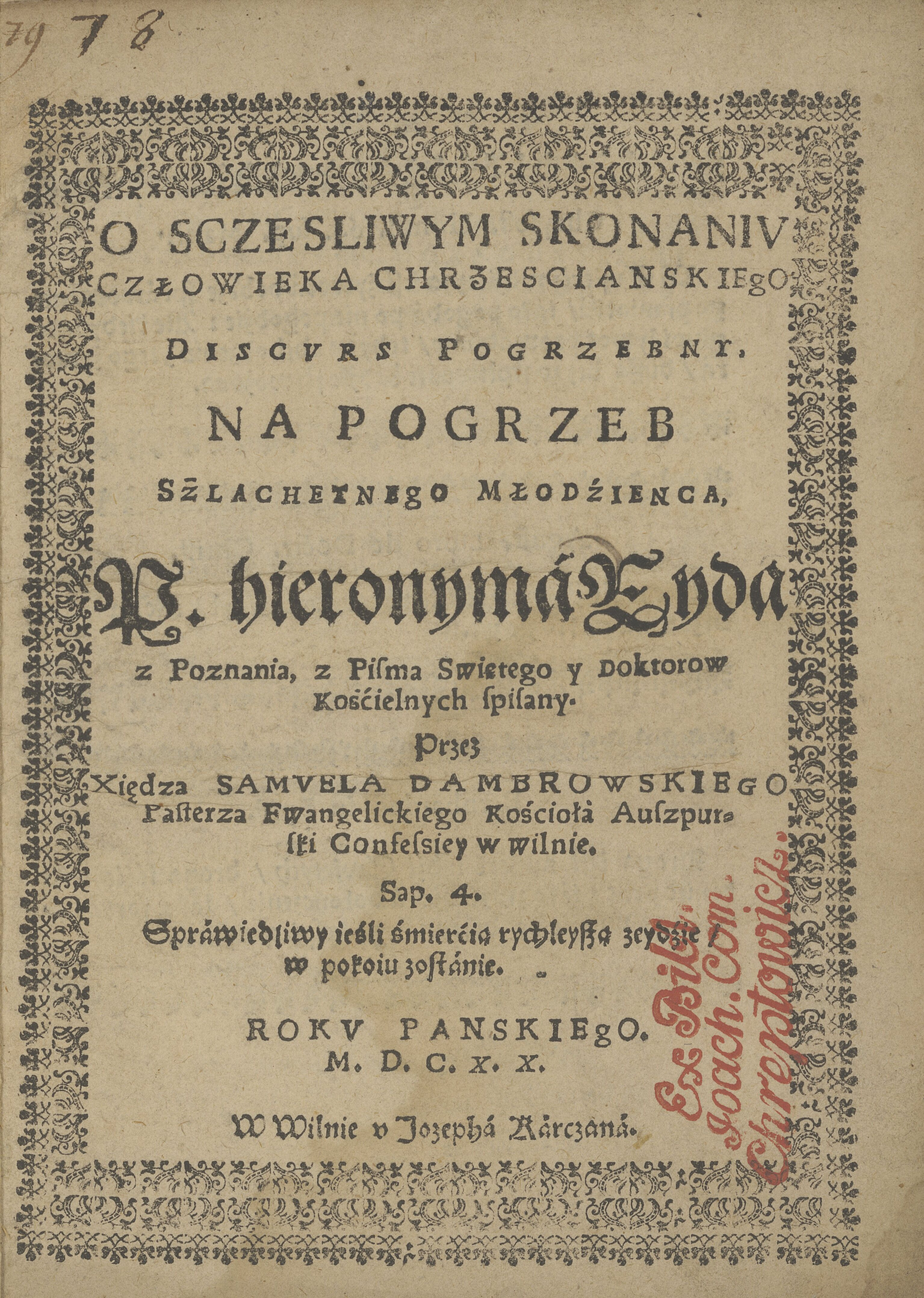
O szczęśliwym skonaniu człowieka chrześcijańskiego, 1620

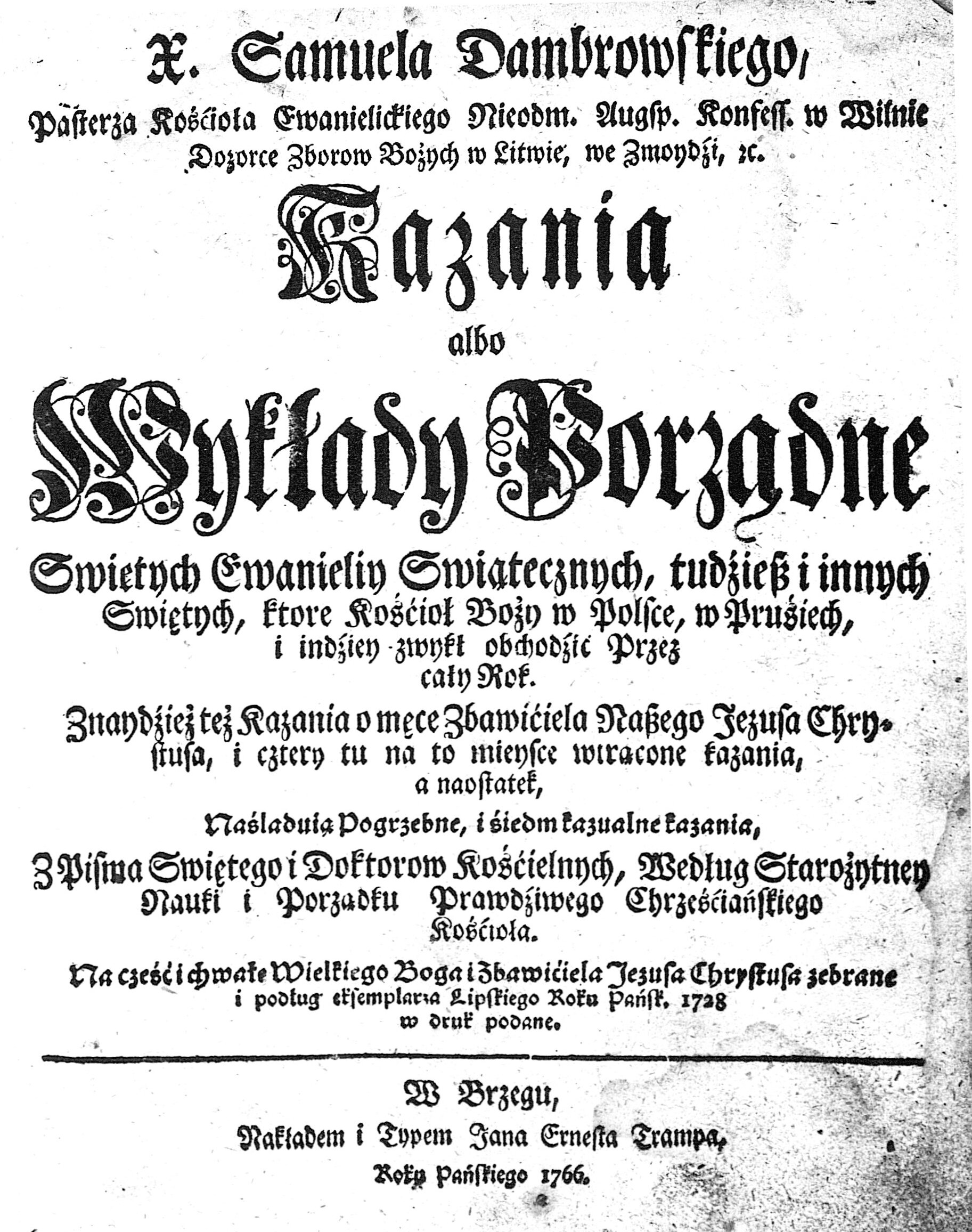
Kazania albo wykłady porządne, 1766

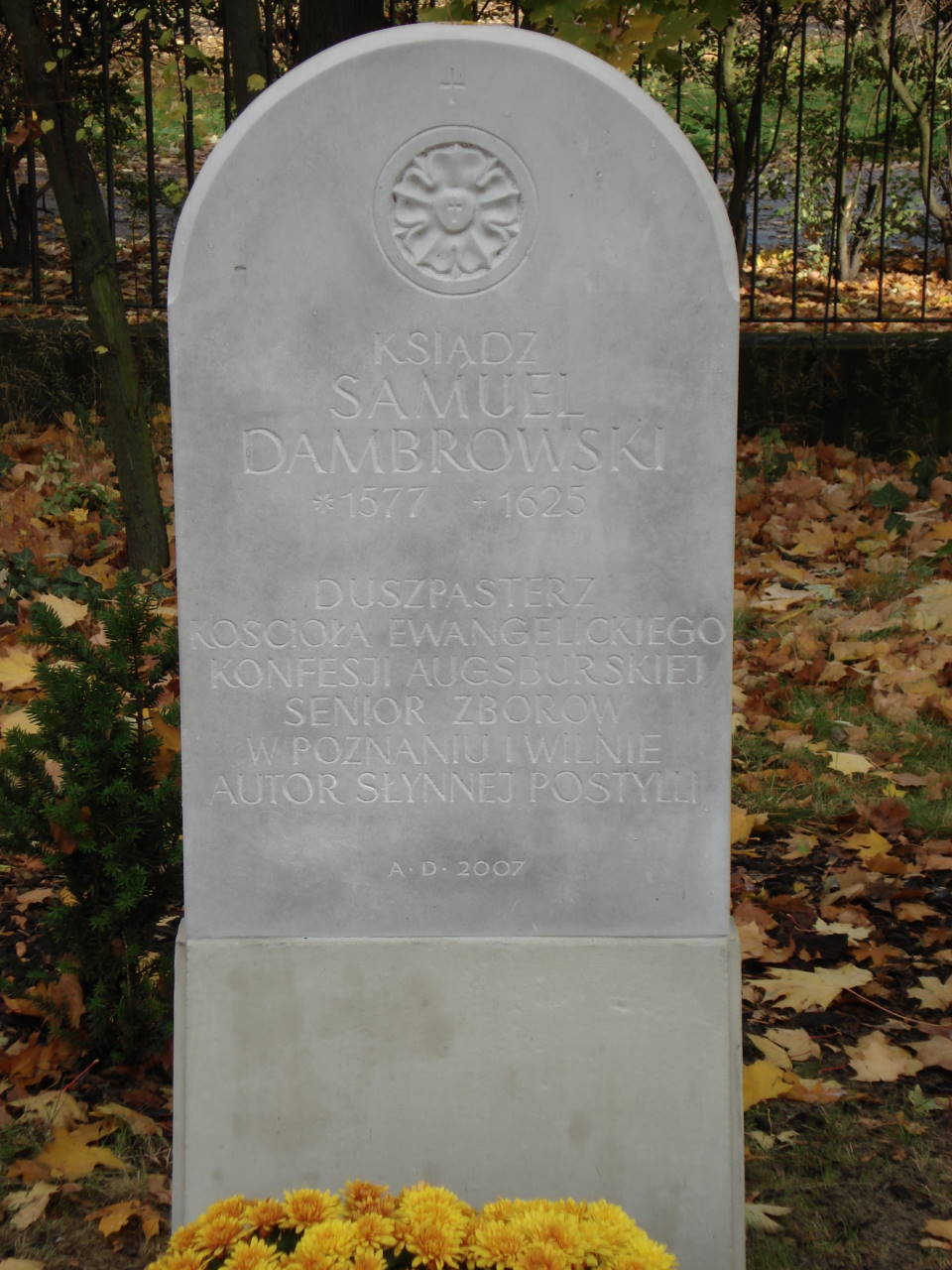
Tablica pamiątkowa ks. Samuela Dambrowskiego w Poznaniu

## Życiorys
Urodzony w Pogorzeli w Wielkopolsce jako syn miejscowego duchownego ewangelickiego i konseniora poznańskiego Piotra Dambrowskiego (zw. Petrus Dambrovius Dresnensis). Być może jego rodzina wywodziła się z Czech. Początkowe nauki otrzymał od ojca. Następnie uczęszczał do protestanckiego gimnazjum akademickiego w Toruniu, następnie studiował teologię i filozofię na uniwersytetach w Królewcu i Wittenberdze. Od 1600 r. był polskim kaznodzieją luterańskim w Poznaniu i 12 lipca 1607 r. na synodzie w Miłosławiu został superintendentem zborów wielkopolskich. Prowadził polemikę z unitarianami w Śmiglu. Wskutek złej atmosfery spowodowanej nasilaniem się kontrreformacji, co doprowadziło do napadów tłumów i niszczenia kościoła w latach 1604 i 1614, po ostatecznym zniszczeniu kościołów ewangelickich w Poznaniu w 1616 r. i zakazie odprawiania nabożeństw, przeniósł się do Wilna, gdzie został polskim kaznodzieją oraz superintendentem zborów litewskich i żmudzkich (według niektórych badaczy miał się tam przenieść rok wcześniej).

## Twórczość
Wydał modlitewnik Lekarstwo duszne człowieka chrześcijańskiego w chorobie (Gdańsk 1611, Syców 1880; jeszcze w 1883 r. wydany w Lipsku w języku niem. oraz w 1886 r. w Budziszynie w łużyckim). Ponadto zbiór pieśni i modlitw Raj duszny (Toruń 1623), przetłumaczył z niemieckiego katechizm Marcina Lutra, zgodnie ze zwyczajem epoki ogłaszał drukiem kazania pogrzebowe (sporadycznie również w języku niemieckim). Jego najważniejszym dziełem jest obszerna Postylla chrześcijańska (Toruń, 1620–1621), wydana w ozdobnej drzeworytniczej szacie (głównie złożonej z rycin z końca XVI w.) kosztem Piotra Nonharda, starosty orańskiego, pod patronatem królewny Anny Wazówny. Docierała również do środowisk katolickich, a nawet obrastała w legendy, jak mówi podanie o nieudanej próbie spalenia egzemplarza w którymś z klasztorów. Po kilkudziesięciu latach nadal była poszukiwana i osiągała znaczne ceny, jednak mimo otrzymania przywileju króla Jana III Sobieskiego na druk w 1691 r., kolejne kosztowne wydanie toruńskie nie doszło do skutku. Już w mniejszym formacie, bez ilustracji i w zmodyfikowanej szacie językowej była – jako Kazania albo wykłady porządne... - wielokrotnie wznawiana (około 15 edycji) w latach 1728-1912(?), w Lipsku, Brzegu, Kwidzynie, Ełku, Królewcu i w Toruniu, stając się jako tzw. Dambrówka (czasem Dąbrówka) najpopularniejszą księgą religijną polskich ewangelików szczególnie na Śląsku i na Mazurach (a także pośród emigrantów, osiadłych m.in. na Syberii), znajdującą szerokie zastosowanie podczas nabożeństw domowych jeszcze w pierwszej połowie XX w. 
Za swoją działalność duszpasterską był ostro atakowany przez obóz kontrreformacyjny. Zmarł podczas zarazy i został pochowany na starym cmentarzu ewangelickim w Wilnie, dwukrotnie przenoszona płyta nagrobna prawdopodobnie zachowała się do dziś. Jego pamięć jest nadal żywa wśród protestantów w Polsce, Czechach, na Litwie i Białorusi, a twórczość literacka jest przedmiotem badań naukowych. Niekiedy określany również jako Dąbrowski, Dąmbrowski, Dobrowski, Dambrovius. Inni Dambrowscy byli duchownymi ewangelicko-reformowanymi na Litwie (Ambroży i Krzysztof), ks. Maciej Dambrowski był w XVI w. polskim pastorem luterańskim w Gdańsku i Wilnie. 
21 października 2007 uczczony został tablicą pamiątkową odsłoniętą obok ewangelickiego kościoła Łaski Bożej w Poznaniu (proj. Władysław Wróblewski).